# کلرید پلاتین (IV)
کلرید پلاتین(IV) (به انگلیسی: Platinum(IV) chloride) با فرمول شیمیایی PtCl۴ یک ترکیب شیمیایی است. که جرم مولی آن 336.89 g/mol می‌باشد. شکل ظاهری این ترکیب، پودر قرمز-قهوه‌ای است.